# Memoriał Alfreda Smoczyka 1966
XVI Memoriał Alfreda Smoczyka odbył się 23 października 1966 r. Wygrał Zygfryd Friedek.

## Wyniki
23 października 1966 r. (niedziela), Stadion im. Alfreda Smoczyka (Leszno)
| Msc. | Zawodnik                 | Klub                     | Pkt |           |  |
| ---- | ------------------------ | ------------------------ | --- | --------- |  |
| 1    | (11) Zygfryd Friedek     | Kolejarz Opole           | 11  | (2,3,3,3) |  |
| 2    | (3) Zdzisław Waliński    | Unia Leszno              | 7   | (u,3,1,3) |  |
| 3    | (13) Stanisław Skowron   | Kolejarz Opole           | 7   | (d,2,2,3) |  |
| 4    | (9) Marian Kwarciński    | Start Gniezno            | 7   | (u,2,2,3) |  |
| 5    | (1) Kazimierz Bentke     | Unia Leszno              | 7   | (3,u,2,2) |  |
| 6    | (12) Jan Kusiak          | Unia Leszno              | 6   | (3,3,u,u) |  |
| 7    | (5) Zbigniew Jąder       | Unia Leszno              | 5   | (3,u,1,1) |  |
| 8    | (4) Henryk Glücklich     | Polonia Bydgoszcz        | 5   | (2,2,1,d) |  |
| 9    | (2) Rajmund Świtała      | Polonia Bydgoszcz        | 5   | (2,1,2,u) |  |
| 10   | (8) Zygmunt Antos        | Sparta Wrocław           | 4   | (0,0,3,1) |  |
| 11   | (7) Zenon Nowak          | Zgrzeblarki Zielona Góra | 4   | (u,3,1,u) |  |
| 12   | (10) Władysław Wawszczyk | Sparta Wrocław           | 3   | (2,0,1,d) |  |
| 13   | (6) Czesław Odrzywolski  | Start Gniezno            | 1   | (-,-,u,1) |  |
|      | (R1) Zdzisław Dobrucki   | Unia Leszno              | 3   | (2,1)     |  |